# Furie (Star Trek: Voyager)
„Furie” (titlu original: „Fury”) este al 23-lea episod din al șaselea sezon al serialului TV american științifico-fantastic Star Trek: Voyager și al 143-lea episod în total. A avut premiera la 3 mai 2000 pe canalul UPN.

## Prezentare
Mult mai în vârstă și mai puternică, Kes se întoarce pe Voyager, și încearcă să călătorească înapoi în timp pentru a schimba cursul vieții sale.

## Actori ocazionali
- Jennifer Lien - Kes
- Nancy Hower - Samantha Wildman
- Scarlett Pomers - Naomi Wildman
- Vaughn Armstrong - Vidiian
- Tarik Ergin - Ayala (credited as Security Guard)
- Josh Clark - Lt. Joe Carey
- Cody Wetherill - Rebi
- Kurt Wetherill - Azan